# Bullerengue
El Bullerengue o Bullarengue es un género musical y una danza del Caribe Colombianoy de la provincia de Darién, Panamá.
En Colombia es ejecutado principalmente por los actuales descendientes de los cimarrones que habitaron el Palenque de San Basilio. En el país, "bullerengue" o "bullarengue"significa "pollerón" (falda grande, usada especialmente en fiestas).
En Panamá es propio del palenque del Mamoní o Santiago del Príncipe y la tribu de los Mandinga de Kuna Yala, que se extendieron hasta el Darién histórico.

## Colombia
El bullerengue se caracteriza por ser un baile cantado,cuya danza es de mujeres solamente, de ancestro africano, al parecer desprendida de las costumbres rituales del Palenque de San Basilio, formando parte de los actos de iniciación de las jóvenes a la pubertad, tomando como referencia a Cartagena.
A pesar de que los ritmos tradicionales de la costa se aprenden, estos no se enseñaban, solo hasta hace algunos años con la creación de festivales y escuelas de música tradicional en algunos pueblos como María La Baja, Puerto Escondido, Necoclí, San Juan de Urabá se están implementando algunas metodologías occidentales, tomadas de la educación formal escolarizada. Según las viejas cantadoras y tamboreros, ellos aprendieron con un familiar muy cercano o un amigo, que a su vez aprendió de otro familiar u otro amigo, por eso podemos ver que estos músicos son fruto de una larga herencia musical, donde esta se socializa constantemente.
El bullerengue surge con la venida de los esclavos a Cartagena de Indias, los cuales utilizaban tambores hembra y llamador, las mujeres utilizaban polleronas. Por medio de esta bulla de tambores y palmas también celebraban su libertad como esclavos.
Cantadoras, bailadoras y tamboreros nunca dejan de aprender y solo cuando son veteranos son realmente reconocidos dentro de la comunidad como buenos bullerengueros. Durante sus visitas a otros pueblos y hoy en día en la participación a festivales, estos personajes aprenden cantos, versos, pasos, golpes de tambor, conocen a cantadoras, bailadoras y tamboreros de los cuales aprenden viendo; en ningún momento un tamborero “veterano” va a pedir a otro tamborero que le enseñe un toque, ellos los aprenden y para esto utilizan el término coger, los tamboreros, las cantadoras y bailadoras se cogen los golpes, los cantos y los pasos de otras personas.
El bullerengue se convirtió para estas nuevas comunidades en la música festiva por excelencia, con esta amenizaban sus reuniones y las celebraciones del calendario santoral popular, realizaban fiestas de bullerengue durante las celebraciones de san Juan, san Pedro y san Pablo (24 y 29 de junio) y luego desde la celebración de santa Catalina (25 de noviembre), la Inmaculada Concepción de María (8 de diciembre), al 25 de diciembre, muchas veces las fiestas seguían hasta el 6 de enero.
El conjunto rítmico del bullerengue está compuesto por:
- El bullerengue sentao.
- La chalupa.
- El pajarito o fandango 'e lenguas
- porro o chalupa porria.[1]

### Formación rítmica
El ritmo es bien marcado, autónomo, netamente africano, ejecutado por tambores, sin ninguna derivación hacia la melodía. Las jóvenes salen al patio en fila, palmoteando con las manos en alto, a paso corto, similar al de la cumbia y en posición erguida. Se suceden varias figuras, usando las faldas, que simbolizan la ofrenda de la fertilidad.
La música incluye un tambor hembra o tambor alegre acompañado de un tambor macho o llamador que lleva el ritmo, también una totuma con un plato de loza quebrado en su interior. y las palmas del coro que acompañan la música.
A nivel vocal el bullerengue es liderado por un maestro de ceremonia y su canto se basa en la narración de una historia mediante pregunta y respuesta en décimas y líneas fragmentadas.

### Instrumentos
- Tambor llamador (macho).
- Tambor alegre (hembra).
- Palmas y tablas (o gallitos).

### Festivales
Se realizan anualmente festivales nacionales de bullerengue en poblaciones como Puerto Escondido (Córdoba); María La Baja (Bolívar) y en Necoclí (Antioquia).

## Panamá
El bullerengue o bullarengue es un género de música y de baile propio de los afrodescendientes de la provincia de Darién, que data de la época colonial.
En la provincia de Darién, el bullerengue no es un baile exclusivo de mujeres como su par en Colombia. En cambio es un baile en pareja que posee un carácter eminentemente erótico, de conquista y amor.
Tiene su origen en la tradición ancestral darienita, que al momento de conocer la mujer que su marido ha regresado de la selva, victorioso de la cacería de animales, ella organiza una fiesta para celebrar tal acontecimiento. La mujer como dueña de la celebración invita a los tamboreros de la comunidad, a sus comadres y vecinos, y monta su fiesta de tambor por el éxito de su marido en la caza.
En el bullarengue el parejo va a prácticamente comerse a su pareja a besos y ella a cuidarla que él no la bese, en el pasado este baile tenía un contenido tan sensual y poco pudoroso que los adultos le prohibían a los niños presenciar estas celebraciones, lo que causó que las nuevas generaciones de darienitas no supieran cantarlo, bailarlo ni tocarlo, actualmente se ha tratado de bajar un poco el tono del baile y se le está enseñando a los niños en los colegios de aquella provincia para que la tradición no muera.

### Temática
Sus coplas pueden ser usadas tanto en el tambor darienita como en cualquier otro grupo de afrodescendientes. Se relacionan con temas de la selva o de la vida accidentada de su sociedad, poco figuran los textos de amor, ni tampoco los picarescos.

### Danza
En "Nuestro vestido típico y sus variantes regionales" (suplemento cultural en línea del periódico El Panamá América), se hace una descripción de este baile de la siguiente manera:

Lo bailan la gente de Garachiné y de Tucutí. Las figuras principales de este tambor son un ligero homenaje a los instrumentos con retroceso corto y vuelta. La mayor parte transcurre en una seguidilla y paseo, siguiendo el límite del círculo donde se agrupan para bailarlo. Le acompañan un movimiento de caderas, esquemas amplios y las flexiones hasta el suelo, con saltos hacia delante con gran La agitación y excitación emocional.
Se conserva como el sello de la raza darienita. No difiere mucho del tambor propiamente dicho, sino que en él se conserva toda la savia de la sensualidad. Por lo simple de sus figuras se emparienta con los congos.
El baile solo tiene seguidilla y vueltas, pero carece de violencia se caracteriza más bien por la concentración o actitud introspectiva con la que la mujer realiza su desplazamiento. Resbala más que camina con pasitos menudos con toda la planta asentada y los pies muy juntos. Las piernas las lleva cerradas dando el aspecto de lujurioso fruto prohibido (a este movimiento se le conoce como “plantillas”). Mientras que el varón despliega toda su energía en gestos acrobáticos en rendiciones y provocaciones sensuales. La mujer alterna las plantillas con movimientos más amplios a veces y llega al paroxismo cuando ejecuta lo que se llama “bosar”, que es el tipo de mover las caderas y vientre, como en un trance solitario, el varón toma eso para acercarse y atacar la mujer por su parte esquiva y burla a su compañero con un rápido desquite y una vuelta.

### Instrumentos
Los instrumentos que se utilizan para la ejecución de la música son:
- Caja, también llamada tambora
- Una maraca
- Tambor hondo (pujador en Garachiné)
- Tambor seco (repicador en Garachiné)
- Tambor grande o tambor de bullerengue (solo en Tucutí)

### Festivales
El Festival de Bunde y el Bullerengue se da en La Palma, capital de la Provincia de Darién en el mes de mayo de cada año, y ha sido llevado a la asamblea nacional como anteproyecto de ley para que sea declarada Fiesta de la Tradición Nacional.